# Usia efflatouni
Usia efflatouni är en tvåvingeart som beskrevs av Gustavo Venturi 1948. Usia efflatouni ingår i släktet Usia och familjen svävflugor.
Artens utbredningsområde är Egypten. Inga underarter finns listade i Catalogue of Life.